# Слагвер, Йозеф
Йозеф Слагвер (нидерл. Jozef Slagveer), или Йозеф Губерт Мария Слагвер (нидерл. Jozef Hubert Maria Slagveer; 25 января 1945, Тотнесс, Колония Суринам — 8 декабря 1982, Парамарибо, Суринам) — суринамский журналист, писатель и поэт. Жертва Декабрьских убийств.

## Биография
Йозеф Слагвер родился в коммуне Тотнесс в округе Корони в семье католиков; отец хотел, чтобы он стал писателем, мать — чтобы стал служителем церкви. Слагвер обучался в школе Святого Антония в Мэрис-Хоуп и общеобразовательной средней школе (A.M.S.) в Парамарибо. Затем он переехал в Нидерланды, где стал студентом Свободного университета в Амстердаме. В 1967 году Слагвер вернулся в Суринам.
Вначале он работал в информационном отделе Министерства образования. В 1971 году с Руди Кроссом основал частное информационное агентство «Информа» (нидерл. Informa) и начал издавать ежедневный бюллетень и журнал «Новости» (нидерл. News). Слагвер был одним из первых, кто предавал огласке коррупционные скандалы, в которых были замешаны известные суринамские политики, такие, как досье Сумита (1977) и убийство в Сарамакке (1980). Он также вел еженедельную программу на радио. Выступал в пользу независимости Суринама. Вместе с Кроссом говорил о необходимости преобразования Национальной партии Суринама в социалистическую. Основал независимое издательство под названием «Current Press». Славгер был одним из авторов и издателей брошюры о финансовых махинациях в Surinam Airways. За борьбу с коррупцией в 1975 году он оказался в немилости у губернатора Аррона.
После провозглашения независимости Суринама Слагвер много писал о бедственном положении сержантов в Национальной армии. Когда 25 февраля 1980 года сержанты совершили военный переворот совершил, они назначили его пресс-секретарём. Глава путчистов Баутерсе с конца 1980 года пытался через него установить контакты с лидерами политических партий страны, в том числе с Йаггернатом Лахмоном. Некоторое время Слагвер вёл передачу на телевидении. Но вскоре он увидел, как путчисты, называвшие себя революционерами, также занимаются коррупцией, как до них это делали политики. Слагвер стал критиковать их за это и за то, что они стремились установить диктатуру в ущерб правам граждан.
В ночь с 7 на 8 декабря 1982 года Слагвер был схвачен военными у себя дома. Один из путчистов, Рой Хорб, подверг его особенно жестоким пыткам с тем, чтобы вынудить у журналиста признание в государственной измене. Слагвер не выдержал издевательств и сделал заявление, которое транслировалось по национальному телевидению 8 декабря. Было видно, что его жестоко пытали. В тот же вечер в тюрьме Форт-Зеландия Слагвер был убит. По словам свидетеля его лично застрелил Баутерсе. Журналиста похоронили на католическом кладбище Схитбанвег в Парамарибо. В октябре—декабре 2002 года его останки были эксгумированы в рамках расследования обстоятельств Декабрьских убийств.

### Литературная деятельность
Slagveer дебютировал в 1959 году в поэтической колонке нидерландской газеты «Algemeen Handelsblad». Его проза и поэзия на сранан-тонго и нидерландском языке носила патриотический характер. Лучшие образцы прозы и поэзии Слагвера посвящены его родному округу Корони. Он является автором поэтических сборников «Звуки Корони» (сранан-тонго Kosoe dron) (1967), «Проливной дождь» (сранан-тонго Sibiboesi) (1967), «Верхушки деревьев» (нидерл. Kankantri) (1968), «Тигр упал и мы пробудились» (сранан-тонго Tigri fadon oen wiki) (1969), романа «Дроблённая мечта» (нидерл. De verpletterde droom) (1968) о жизни в суринамских трущобах и новеллы «Женщина, как я» (нидерл. Een vrouw zoals ik). Также писал сценарии для театра и кабаре; является автором одноактной пьесы «Йусу Накгве» (1969) и сценария документального фильма «Ночи революции» (нидерл. De nacht van de revolutie) (1980). Некоторое время работал редактором журнала «Мутете» (нидерл. Moetete) (1968).

## В культуре
Слагвер является действующим лицом в пьесе Хуго Поса «Слёзы Ден Йюла» (нидерл. De tranen van Den Uyl) (1988).